# ويليام كامبل ووكر
ويليام كامبل ووكر (بالإنجليزية: William Campbell Walker)‏ هو سياسي نيوزلندي، ولد في 1837، وتوفي في 5 يناير 1904 في كرايستشرش في نيوزيلندا. حزبياً، نشط في الحزب الليبيرالي النيوزيلندي. وقد انتخب وزير التعليم ‏ وانتخب عضو مجلس النواب النيوزيلندي.